# Willesley
Willesley – była wieś w Anglii, w hrabstwie Leicestershire, w dystrykcie North West Leicestershire. Leży 27 km na północny zachód od miasta Leicester i 165 km na północny zachód od Londynu. W XIX wieku liczyła ok. 60 mieszkańców.